# Malamòrt (Corresa)
Malamòrt (en francès: Malemort) és, des de l'1 de gener de 2016, un municipi nou occità i francès situat culturalment a la regió occitana de Llemosí i administrativament al departament francès de Corresa, a la regió francesa de Nova Aquitània.